# Sosnovec
Sosnovec (polsky Sosnowiec, výslovnost  [sɔsˈnɔvʲɛt͡s]IPA, německy Sosnowitz) je město s okresním právem v Polsku, ve Slezském vojvodství. Nachází se na Slezské vrchovině, která je součástí Slezsko-krakovské vrchoviny, na řekách Czarna Przemsza a Biała Przemsza a jejich přítocích Brynica a Bobrek. Nachází se v centrální části hornoslezského průmyslového okresu. Z hlediska počtu obyvatel je největším městem v Dąbrowské pánvi. Podle údajů ČSÚ mělo město k 1. lednu 2023 189 178 obyvatel.

## Dějiny
Jméno města pochází od sosnových lesů, které se zde rozkládaly před rokem 1830. Původní název zněl Sosnowice. Nejstarší známá zmínka o osadě na území dnešního Sosnovce pochází zřejmě z roku 1123. Městská práva obdržela na krátkou dobu dnešní čtvrť Modrzejów a v roce 1902 Sosnowiec, což byl první případ přiznání městských práv v tzv. Polském království za vlády carského Ruska po lednovém povstání (1863-1864). V době získání městský práv měla „vesnice“ Sosnovec 61 tisíc obyvatel.
Přelomem v rozvoji města se stala výstavba železniční stanice na trase Varšava-Vídeň (nádraží z roku 1859) a rozvoj těžkého průmyslu (doly, hutě).

## Památky a turistické atrakce
- Hrad Sielecki v části Sielec
- Zámek Mieroszewski v části Zagórze
- Dietlův palác v části Pogoń
- Zámek Schön s parkem a palácovým komplexem ve čtvrti Środula
- Palác Schöna na ulici 1. Máje
- Vilimův palác ve čtvrti Środula
- Lidový dům ve zakopanském stylu v části Ostrowy Górnicze
- Kostel svatého Joachima v části Zagórze
- Kostel Nejsvětějšího Srdce Ježíšova
- Evangelicko-augsburský kostel sv. Jana evangelisty v části Pogoń
- Katedrální kostel Nanebevzetí Panny Marie v části Střed
- Park Sielecki v městské části Sielec – zámecký park
- Komplex parků a zámků Schön – park ve čtvrti Środula
- Dietl Park (dříve Żeromski Park) – zámecký park v části Pogoń[2]

## Sport
- Zagłębie Sosnowiec – fotbalový klub[3]
- Zagłębie Sosnowiec – hokejový klub, pětinásobný mistr polské ligy[4]

## Osobnosti
- Edward Gierek (1913–2001), vrcholný polský politik, tajemník PSDS[5]
- Władysław Szpilman (1911–2000), polský klavírista a hudební skladatel[6]
- Paula Kaniová (* 1992), profesionální polská tenistka[7]

## Partnerská města
- Les Mureaux, Francie
- Sučava, Rumunsko
- Roubaix, Francie
- Komárom, Maďarsko
- Casablanca, Maroko

## Galerie

Palác Schöna
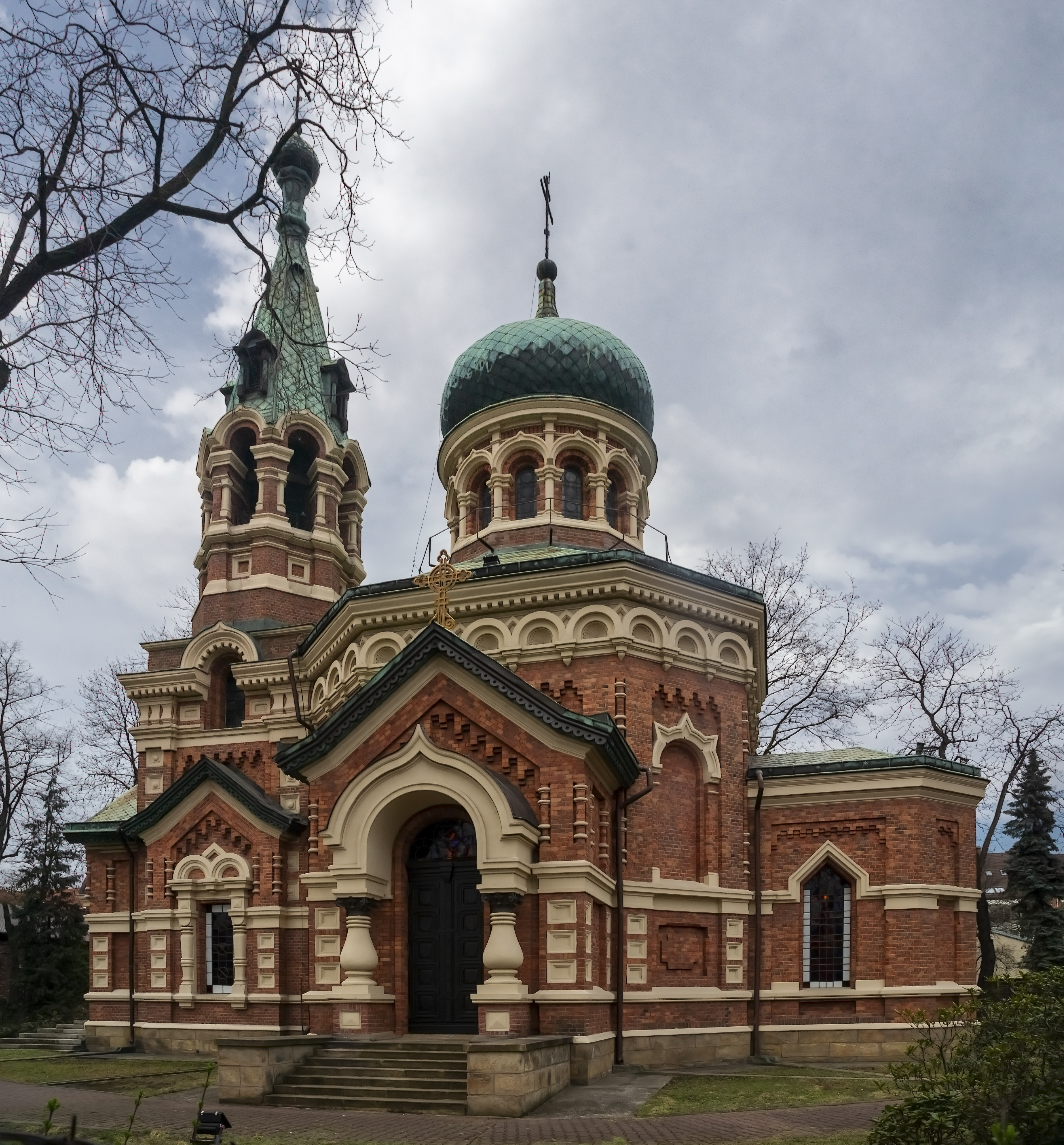
Pravoslavný kostel
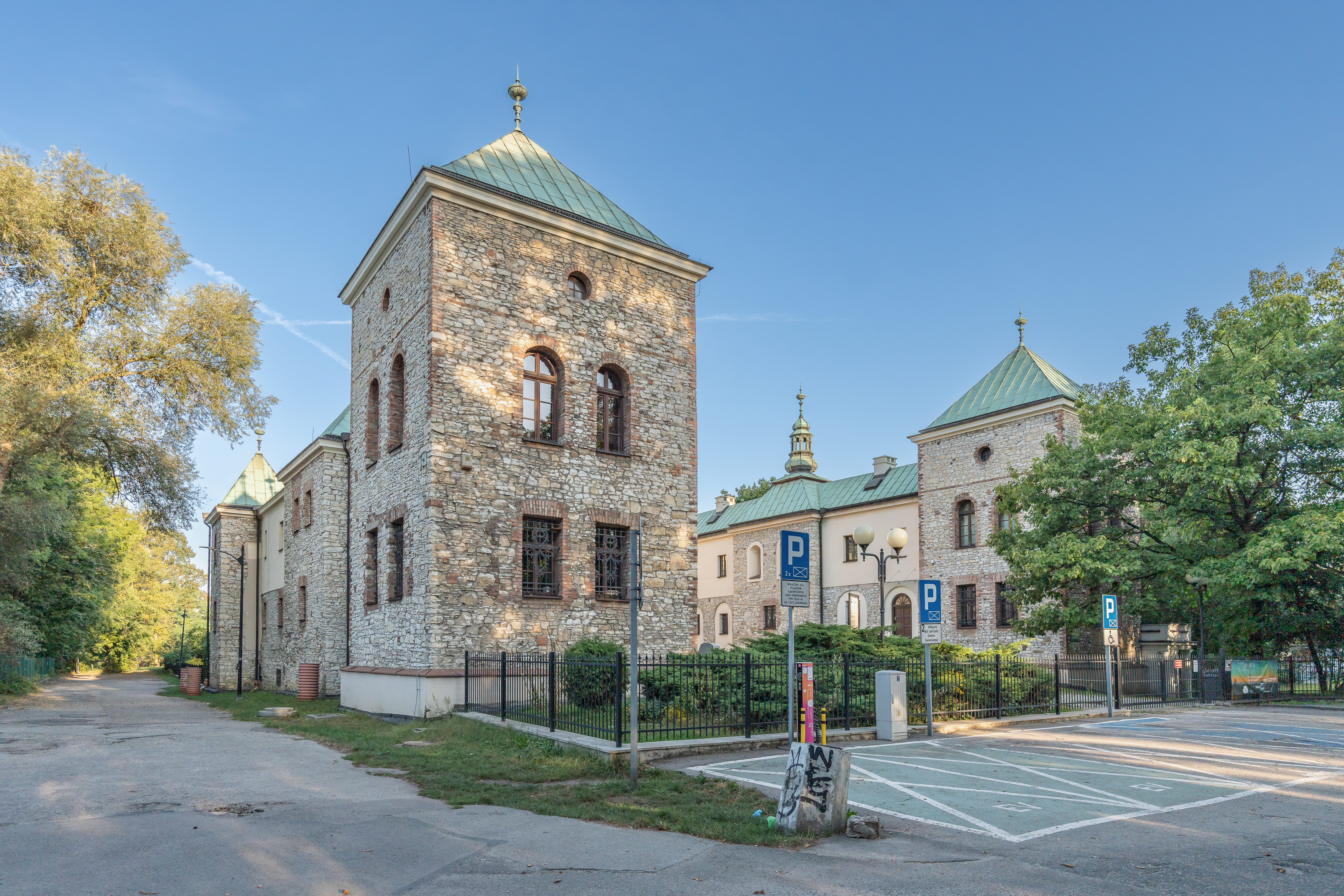
Sielecký zámek ve čtvrti Sielec
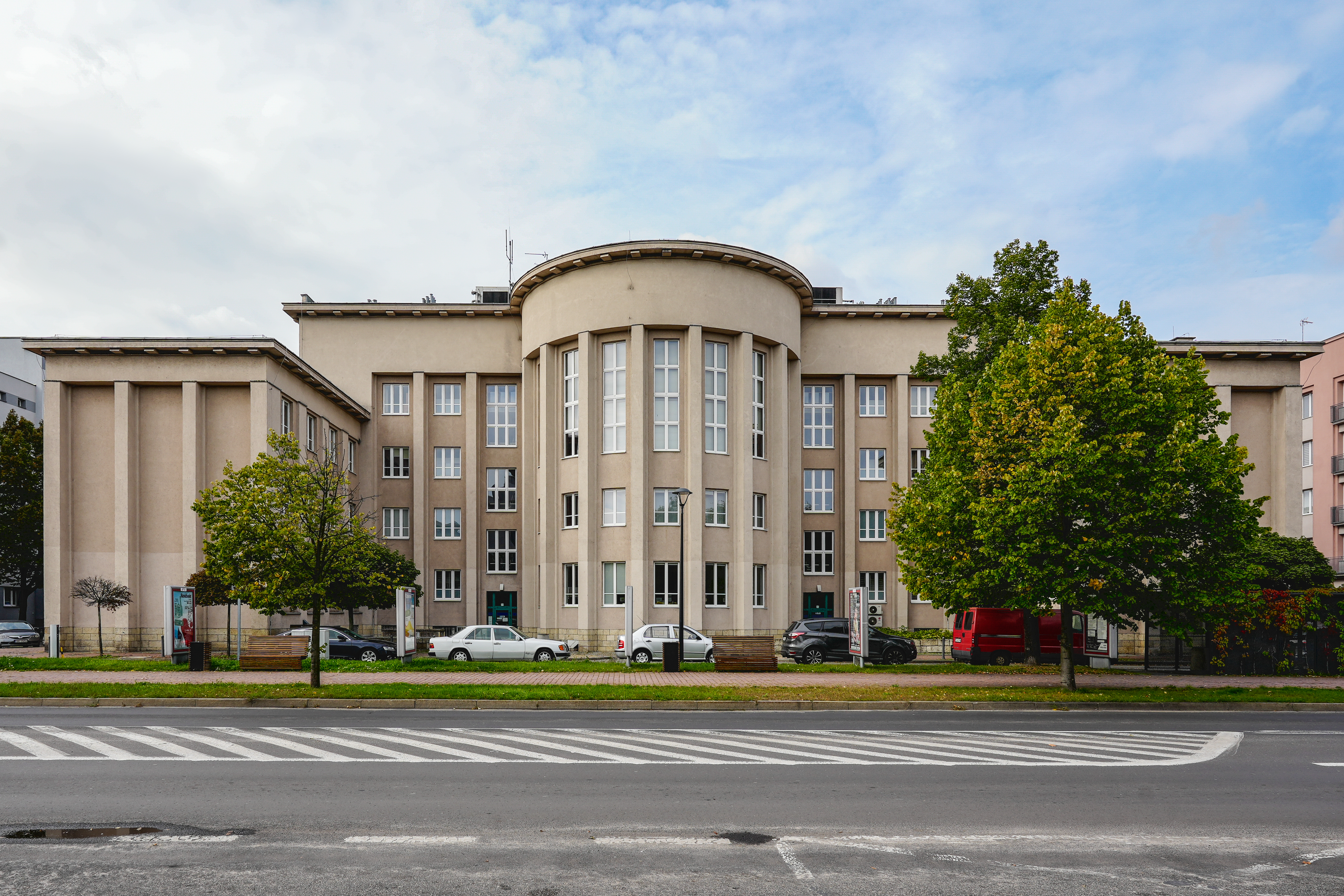
Modernistická budova radnice
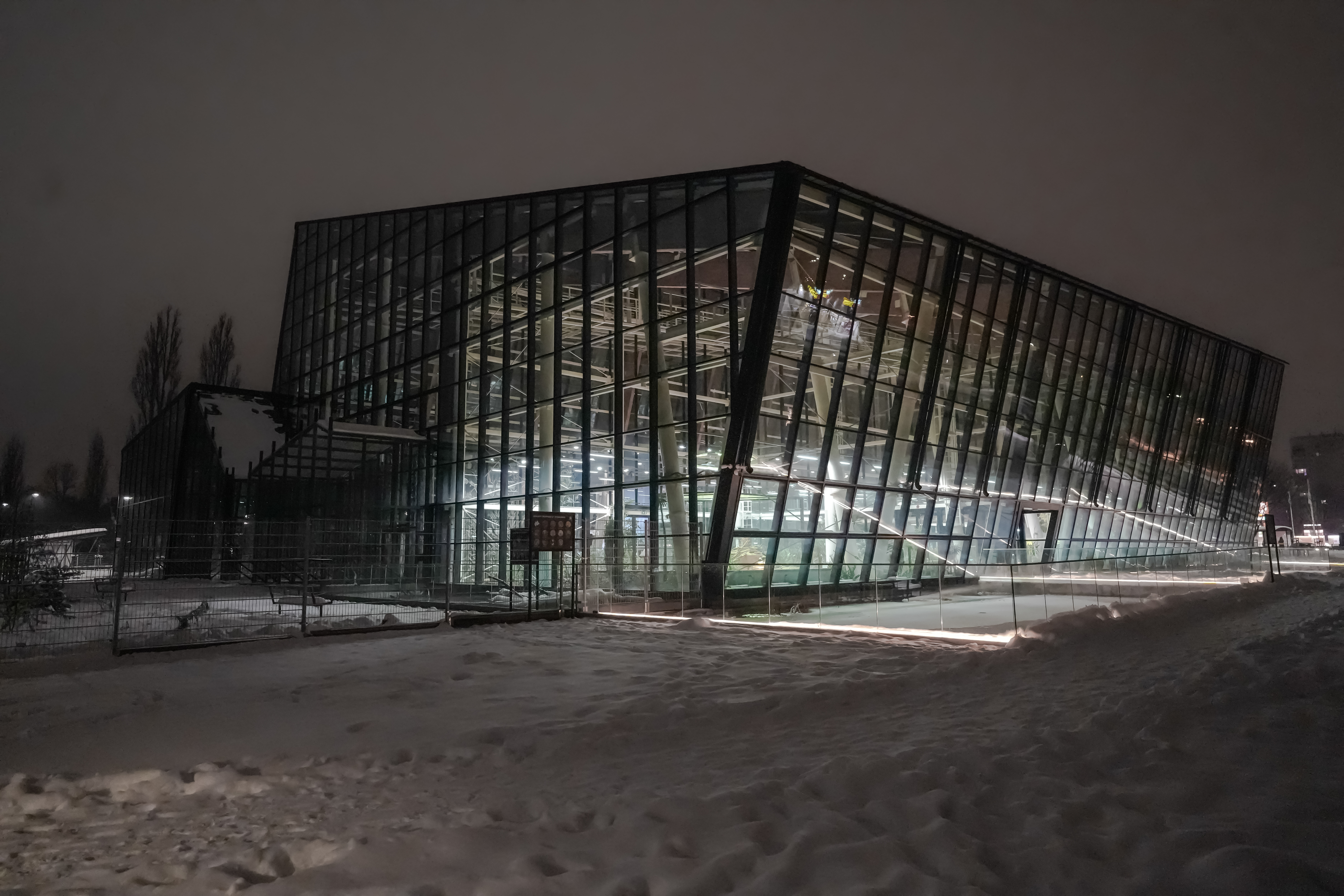
Centrum ekologické výchovy Egzotarium
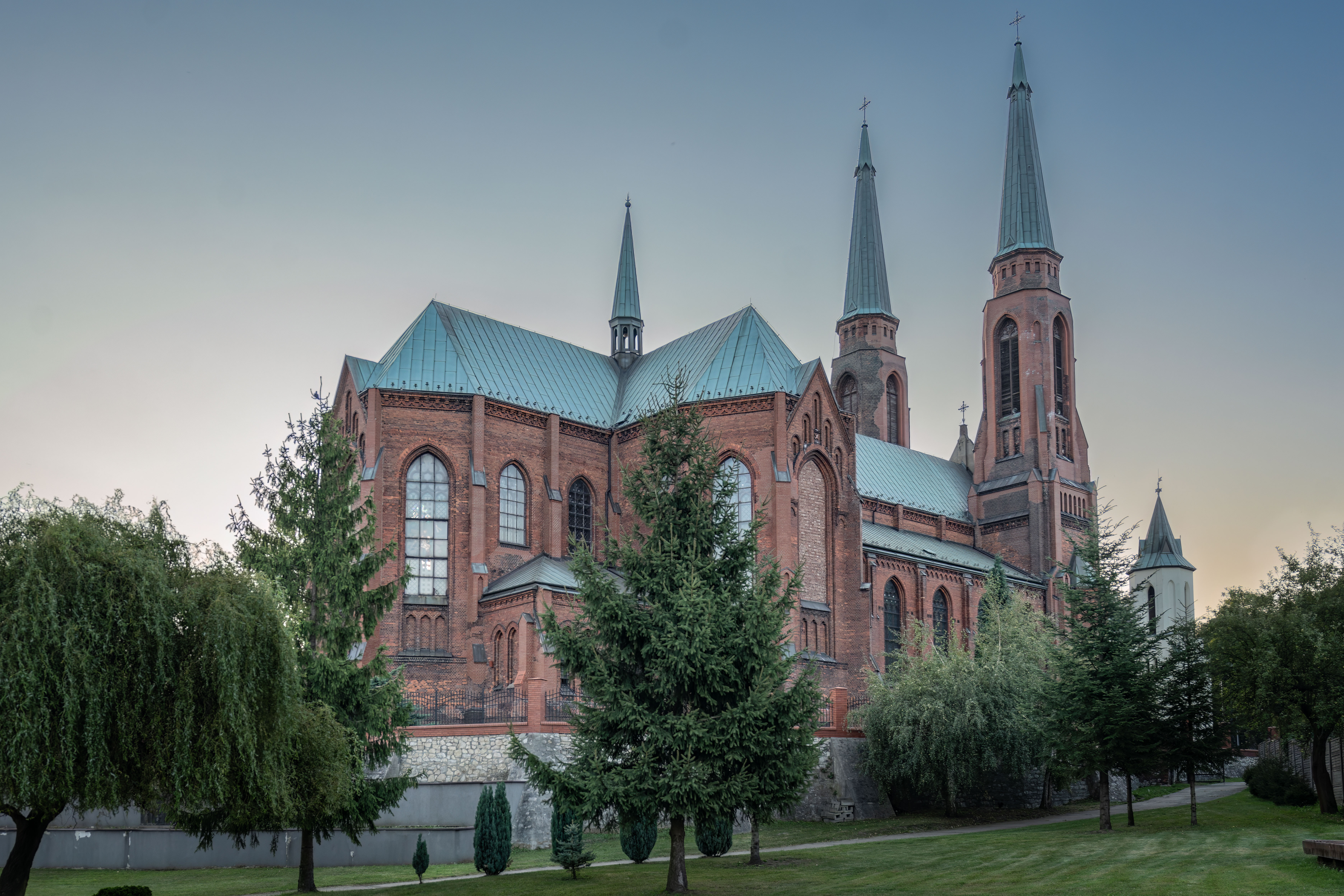
Katolický kostel sv. Joachim
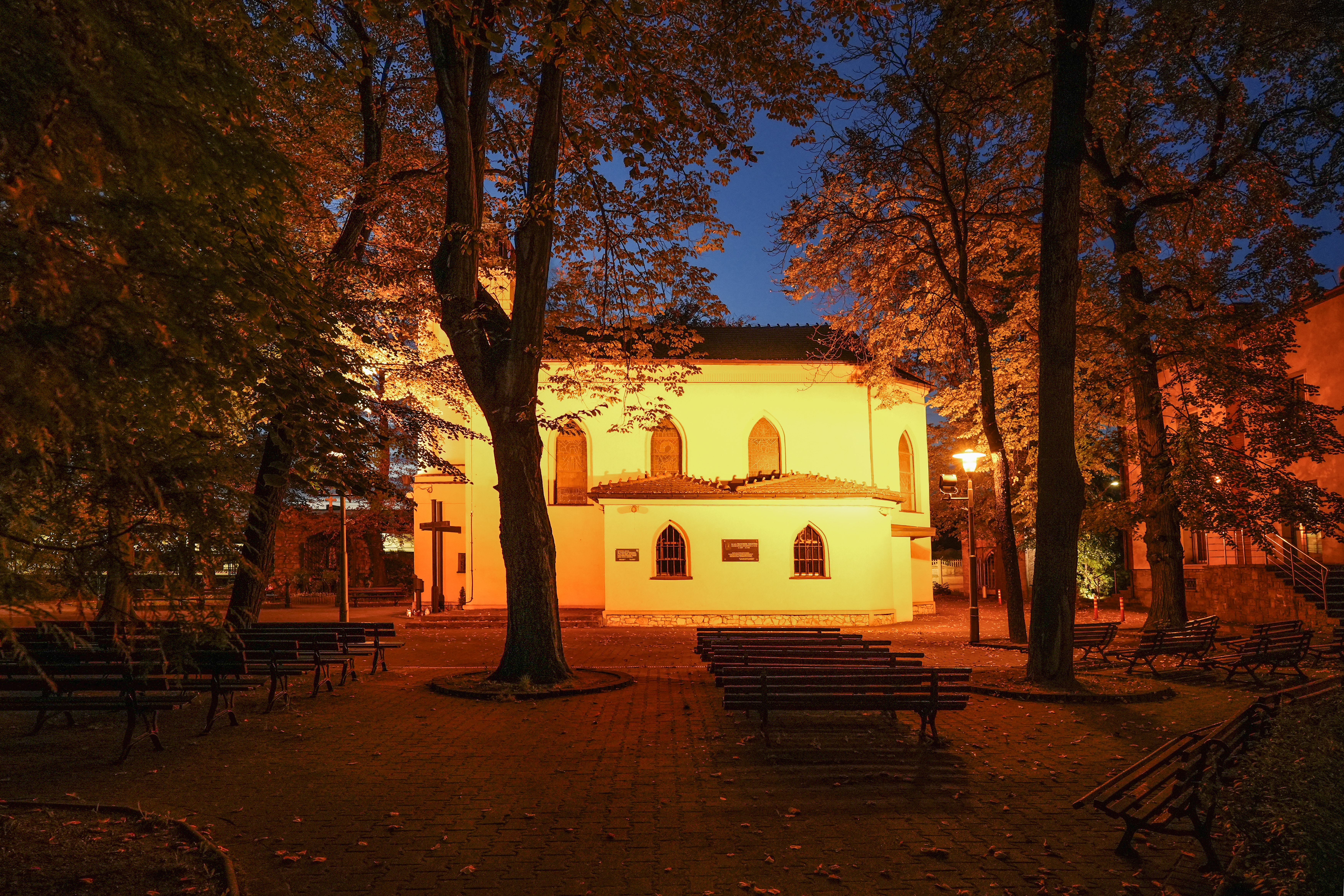
Katolický kostel Nejsvětějšího Srdce Ježíšova
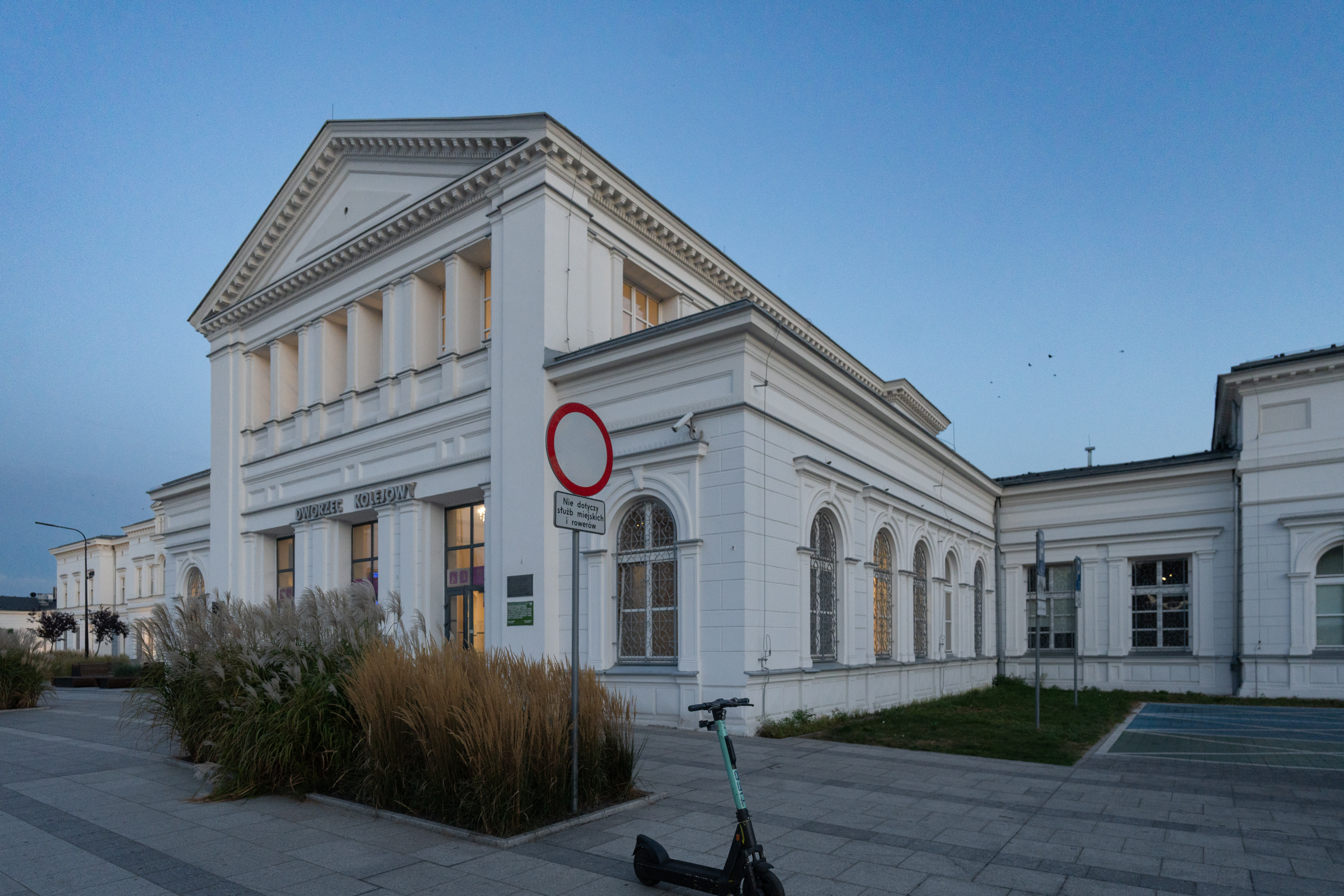
Budova nádraží Sosnowiec Główny